# های پارک
های پارک (انگلیسی: High Park) یک پارک شهری در تورنتو، انتاریو، کانادا است. های پارک یک پارک ترکیبی تفریحی و طبیعی است که دارای امکانات ورزشی، امکانات فرهنگی، امکانات آموزشی، باغ‌ها، زمین‌های بازی و باغ وحش است. یک سوم از پارک در حالت طبیعی باقی مانده‌است.